# Dombosmező
Dombosmező (1899-ig Polom, szlovákul Polom) Nyustya városrésze, 1971-ig önálló község Szlovákiában, a Besztercebányai kerület Rimaszombati járásában.

## Fekvése
Nyustya központjától 7 km-re északkeletre, 694 m magasan, a Rőcei-hegységben fekszik. 4,5 km hosszú, folyamatosan emelkedő bekötőút köti össze a Rima völgyében haladó 531-es úttal.
Dombosmező egyike a Nyustyát alkotó négy kataszteri területnek, területe 7,0345 km².

## Története
A kis bányásztelepülés – mint azt neve is jelzi – széltöréses irtáson alakult ki.
Vályi András szerint: „POLOM. Tót falu Gömör Vármegyében, földes Urai több Uraságok, lakosai külömbfélék, fekszik Ratkóhoz egy mértföldnyire, határja hegyes, és középszerű, piatzai többek, harmadik osztálybéli."
Fényes Elek szerint: „Polom, tót falu, Gömör vmegyében, egy magas hegy tetején, Ratkóhoz nyugotra 1 mfd. 11 kath., 240 evang. lak. Határa kicsiny, s ámbár hegyes, még is termékeny. F. u. többen. Ut. p. Rimaszombat."
Gömör-Kishont vármegye monográfiája szerint: „Polom, a Rimavölgy közelében fekvő tót kisközség, 55 házzal és 345 ág. ev. h. vallású lakossal. 1413-ban a Derencsényiek birtoka. Egy része az idők folyamán a Coburg herczegi család kezébe került, de másik részét a br. Luzsénszky és a Draskóczy család bírta. Most Latinák testvéreknek van itt nagyobb birtokuk. A község evangelikus temploma 1868-ban épült. E község közelében feküdt hajdan Polyánfalva, mely 1427-ben, mint a runyai Soldos család birtoka van említve. Polom fölött ered a Kis-Balog patak. A község postája, távírója és vasúti állomása Nyustya."
1907-ben hatósági úton állapították meg a Dombosmező hivatalos nevet. A trianoni békeszerződésig Gömör-Kishont vármegye Ratkói járásához tartozott.
1971-ben csatolták Nyustyához.

## Népessége
1910-ben 330, túlnyomórészt szlovák lakosa volt.
1921-ben 6,77 km²-es területét 310-en lakták, melyből 302 szlovák nemzetiségű, 300 pedig evangélikus vallású volt.